# Теорба
Теорба (на италиански: tiorba) е музикален инструмент от групата на струнните инструменти, басова разновидност на лютнята. Изобретена е в средата на 16 век във Флоренция. Отличава се от лютнята с по-плътния си звук, по-големия брой басови струни и две (понякога три) ключови кутии. Известни композитори, творили специално за този инструмент, са Уилиям Лоус, Николас Хотман, Робер дьо Визе. Теорбата се използва до края на 18 век.

## Известни съвременни изпълнители
- Един Карамазов
- Уго Настручи
- Найджъл Норт

### Изпълнения
- Яир Авидор
- Ролф Лизлеванд, композиции на Визе